# Richard Bennett (Gitarrist)

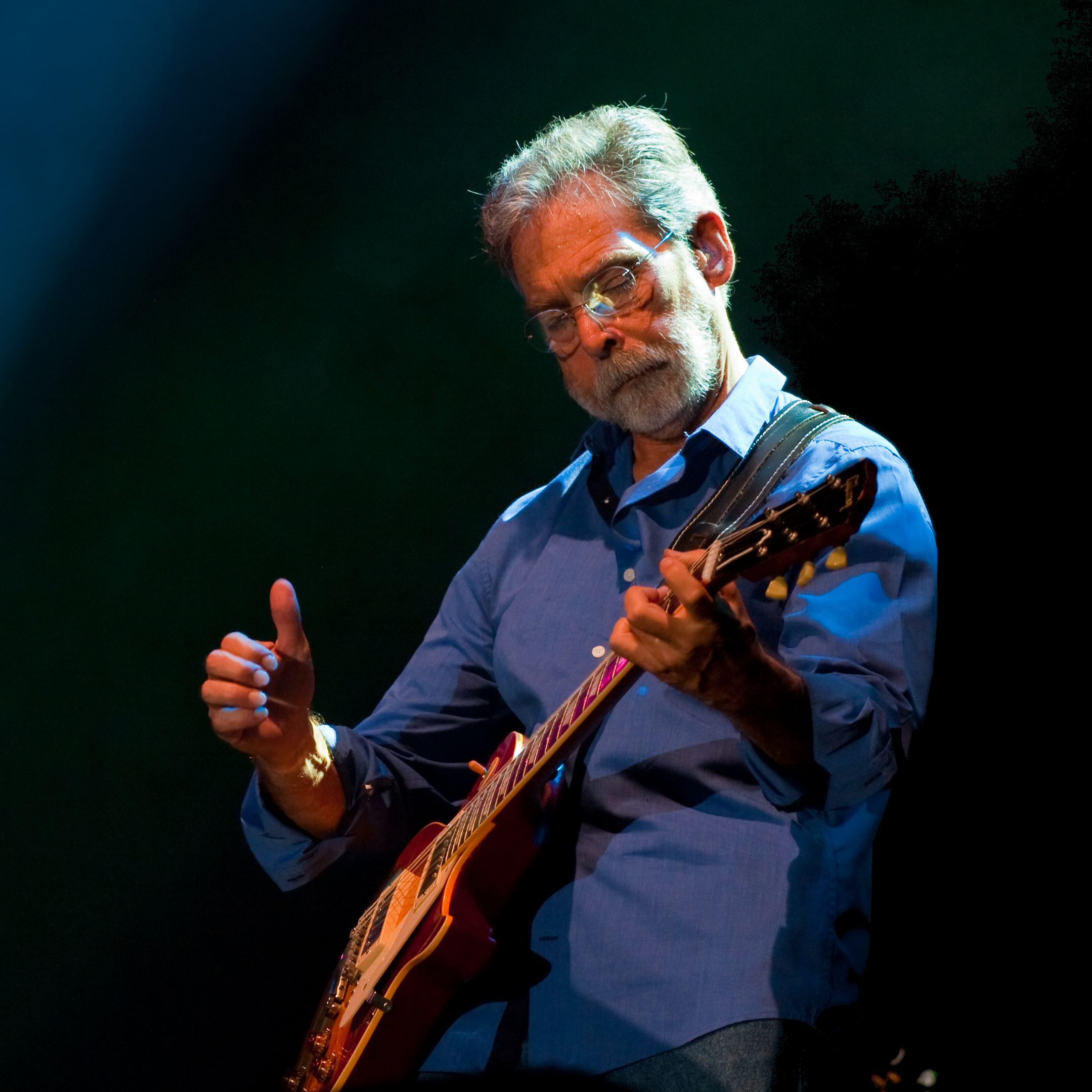
Richard Bennett 2013

Richard Bennett (* 22. Juli 1951) ist ein US-amerikanischer Gastmusiker, Studiogitarrist und Musikproduzent. Seit 1994 begleitet er Mark Knopfler bei dessen Studioaufnahmen und Tourneen. Vorher war er von 1971 bis 1987 Neil Diamonds Gitarrist. Bennett hat außerdem unter anderem mit Emmylou Harris, Steve Earle und Marty Stuart zusammengearbeitet.

## Diskografie als Solokünstler
- Themes From A Rainy Decade (2004)
- Code Red Cloud Nine (2008)
- Valley of the Sun (2010)
- For the Newly Blue (2013)
- Contrary Cocktail (2015)[2]